# Superfakultet
Inom matematiken är superfakulteten en funktion relaterad till fakulteten. Den definierades av Neil Sloane och Simon Plouffe i The Encyclopedia of Integer Sequences (Academic Press, 1995) som produkten av de {\displaystyle n} första värdena på fakulteten. Utskrivet är den
{\displaystyle \mathrm {sf} (n)=\prod _{k=1}^{n}k!=\prod _{k=1}^{n}k^{n-k+1}=1^{n}\cdot 2^{n-1}\cdot 3^{n-2}\cdots (n-1)^{2}\cdot n^{1}.}
En ekvivalent formulering är
{\displaystyle \mathrm {sf} (n)=\prod _{0\leq i<j\leq n}(j-i)}
som är determinanten av Vandermondematrisen.
De första värdena av superfakulteten är (från {\displaystyle n=0}):
1, 1, 2, 12, 288, 34560, 24883200, 125411328000, 5056584744960000, 1834933472251084800000, 6658606584104736522240000000, 265790267296391946810949632000000000, 127313963299399416749559771247411200000000000, … (talföljd A000178 i OEIS)

## Alternativ definition
Clifford Pickover definierade i sin bok Keys to Infinity (1995) beteckningen n$ för en variation av superfakulteten:
{\displaystyle n\$\equiv {\begin{matrix}\underbrace {n!^{{n!}^{{\cdot }^{{\cdot }^{{\cdot }^{n!}}}}}} \\n!\end{matrix}},\,}
som kan skrivas som,
{\displaystyle n\$=n!^{(4)}n!\,}
där (4) betecknar hyper4-operatorn, eller genom att använda Knuths pilnotation
{\displaystyle n\$=(n!)\uparrow \uparrow (n!).\,}
Denna följd av superfakulteter börjar
{\displaystyle 1\$=1\,}
{\displaystyle 2\$=2^{2}=4\,}
{\displaystyle 3\$=6\uparrow \uparrow 6={^{6}}6=6^{6^{6^{6^{6^{6}}}}}.}
Såsom vanligt tolkas itererade exponentationen på följande vis:
{\displaystyle a^{b^{c}}=a^{(b^{c})}.\,}